# M/S Kexholm
M/S Kexholm av Göteborg var ett svenskt lastfartyg som sänktes av tyska flygbomber i Nordatlanten den 12 april 1941.

## Historik
Kexholm sjösattes vid Eriksbergs varv i Göteborg den 22 juli 1937 och fick vid dopet namnet efter den tidigare svenska staden i Karelen. Hon levererades till Svenska America Mexico Linien i Göteborg den 28 oktober samma år. Fartyget, som hade plats för 12 passagerare, visades för pressen under jungfruresan i New York där hon rönte stor uppmärksamhet. 1938 hade Kexholm en mindre eldsvåda ombord och 1939 en grundkänning i Stora Bält.

## Flyganfallet
I Nordatlanten anfölls Kexholm av tyska bombplan den 12 april 1941 och fick så svåra skador att fartyget sjönk. Besättningen, som utgjordes av 35 man, räddades och infördes till brittisk hamn. Kexholm hade av de krigförande länderna erhållit fri lejd, vilket som synes inte innebar någon absolut för fartyg och dess besättningar. Kexholm som var på resa från Buenos Aires till Göteborg sjönk på Latitud N. 59 grader 50 minuter Longitud V. 8 grader 22 minuter.